# Spouthead Gill
Der Spouthead Gill ist ein Fluss im Lake District, Cumbria, England. Der Spouthead Gill entsteht nördlich des Scafell Pike und westlich des Sprinkling Tarn. Der Spouthead Gill fließt in westlicher Richtung und bildet bei seinem Zusammenfluss mit dem Piers Gill den Lingmell Beck.